# Federico Almerares
Federico Almerares (ur. 2 maja 1985 w Mar del Plata) – argentyński piłkarz występujący na pozycji napastnika. Obecnie jest zawodnikiem klubu Belgrano Córdoba.

## Kariera klubowa
Almerares zawodową karierę rozpoczynał w klubie River Plate. W Primera División zadebiutował 23 listopada 2003 w przegranym 0:1 meczu z Chacarita Juniors. W River Plate od czasu debiutu był graczem rezerwowym. W 2004 roku został z klubem mistrzem sezonu zamknięcia (Torneo Clausura). 29 maja 2005 w przegranym 1:2 meczu z Gimnasia La Plata strzelił pierwszego gola w Primera División. W 2008 roku po raz drugi w karierze zdobył z River Plate mistrzostwo Torneo Clausura. W River Plate Almerares spędził pięć sezonów. W sumie rozegrał tam 13 ligowych spotkań i zdobył jedną bramkę.
W sierpniu 2008 roku podpisał kontrakt ze szwajcarskim FC Basel. W pierwszej lidze szwajcarskiej zadebiutował jednak dopiero 7 marca 2009 w wygranym 3:1 spotkaniu z FC Aarau. Był to jedyny ligowy mecz rozegrane przez Almeraresa w sezonie 2008/2009. Od początku sezonu 2009/2010 jest podstawowym graczem Baselu. 17 października 2009 roku strzelił bramkę pieczętującą zwycięstwo Basel 2-0 nad AS Romą w fazie grupowej Ligi Europejskiej na St. Jakob-Park. Pierwszego gola w lidze zdobył 4 kwietnia 2010 roku przeciwko FC Sion strzelając na 1:1 (mecz zakończył się wynikiem 4:3 dla FCS). W styczniu 2011 roku przeszedł do Neuchâtel Xamax podpisując kontrakt obowiązujący do 2014 roku.
W lipcu przeszedł do Belgrano Córdoba.

## Kariera reprezentacyjna
W 2005 roku Almerares rozegrał dwa spotkania w reprezentacji Argentyny U-20.